# پودویلک
پودویلک (به لهستانی:  Podwilk) یک روستا در لهستان است که در گمینا یابوونکا واقع شده‌است. پودویلک ۲٬۲۰۰ نفر جمعیت دارد و ۶۴۰ متر بالاتر از سطح دریا واقع شده‌است.